# Hippolytus
Denna artikel handlar om den kristna martyren. För hjälten i den grekiska mytologin, se Hippolytos.

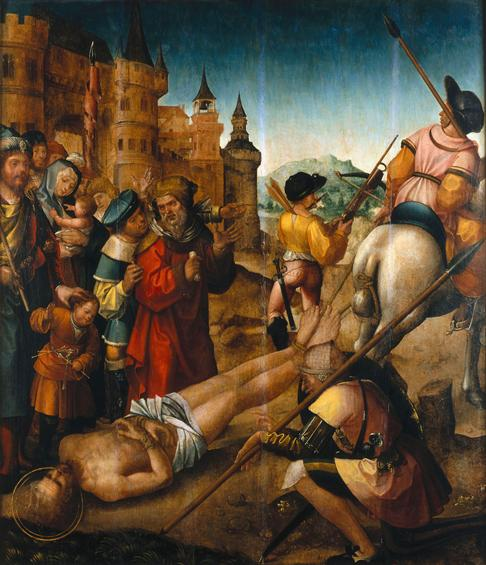
Den helige Hippolytus martyrium.

Hippolytus (grekiska Ἱππόλυτος, Hippolytos, även Hippolytus av Rom), född cirka 170, död 235 på Sardinien, var en kristen martyr. Helgon inom Romersk-katolska kyrkan med minnesdag 13 augusti och inom ortodoxa kyrkan med minnesdag 30 januari.

## Biografi
Hippolytus var presbyter (präst) i Rom, kanske med ursprung från Mindre Asien. I imperiets huvudstad blev han under början av 200-talet ledare för en fraktion inom den kristna kyrkan som var kritisk mot påve Calixtus I, och Hippolytus har därför i modern tid ofta kallats motpåve. Hippolytus kände stor avund över att han inte blivit vald till påve och lät till slut viga sig själv till biskop av Rom. En del präster och lekfolk följde med honom varför församlingen splittrades. Senare skall han ha försonats med kyrkan, men det finns historiker som menar att det egentligen rör sig om en sammanblandning av två olika Hippolytus: en motpåve och ett helgon.
De skrifter av Hippolytus som finns bevarade visar att han var påverkad av tidigare kristna författare som bland annat Irenaeus. Han skrev på grekiska. Han är upphovsman till de äldsta bevarade kristna kommentarerna till hela bibelböcker. Eventuellt redigerade han även en kyrkoordning – en samling föreskrifter för kyrkolivet – som kallas Den apostoliska traditionen.
Han förvisades tillsammans med andra ledande i kristna i Rom, bland annat biskop Pontianus, till straffarbete på Sardinien, där han dog. På grund av hans till kyrkoledningen i Rom kritiska inställning kom hans skrifter inte att betyda särskilt mycket i västerlandet; däremot bevarades de och skattades högt i den östliga delen av kyrkan. Hans död kom dock även i Rom att betraktas som en martyrdöd, och därför räknas han som helgon även i den västliga kyrkan.